# Melamp
|  | Per a altres significats, vegeu «Melamp (escriptor)». |

Segons la mitologia grega, Melamp (Melampus, Melámpos Μελάμπους) "l'home dels peus negres", a causa, segons s'explicava, que en el moment de néixer la seva mare el va posar a l'ombra, però no es va adonar que els peus li havien quedat al sol, va ser un endeví, fill d'Amitàon i d'Idòmene.
En la seva infantesa, Melamp va aconseguir el do de l'endevinació d'aquesta manera: un dia va trobar una serp morta i li va tributar honors fúnebres en una foguera, i les cries de l'animal, que era femella, agraïdes, li van "netejar" les orelles amb la llengua, de forma que Melamp va comprendre immediatament el llenguatge dels ocells i dels animals en general, i a partir del que sentia feia els seus vaticinis. També destacà en l'art de la medicina, o bé era un sacerdot amb la qualitat de purificar els malalts i guarir-los. També coneixia herbes màgiques i medicinals. Fou considerat el primer mortal que tenia poders profètics i el primer que va practicar la medicina i va establir el culte de Dionís a Grècia.
Amb el seu germà Biant va abandonar la seva pàtria, Tessàlia, per anar a Pilos, a Messènia, a la cort del seu oncle Neleu que havia promès la mà de la seua filla Pero a qui li portés els bous d'Íficle, (o de Fílac, el seu pare), rei de la Ptiòtida. Melamp ho aconseguí per encàrrec del seu germà, després d'enganyar el terrible gos que els vigilava, al qual cap home no es podia atansar, i Neleu concedí la donzella a Biant a canvi dels bous.
També anà a Argos, cridat pel rei Pretos, perquè guarís les seves filles de la follia i que anaven errants per tot el Peloponès creient que eren vaques. Melamp li va demanar un terç del seu reialme per sanar-les, i Pretos s'hi va negar. Llavors les seves filles van empitjorar. Va tornar a buscar Melamp i l'endeví li demanà un terç del regne per a ell i un altre terç pel seu germà. Pretos accedí. Aleshores Melamp va fer fora les noies de la muntanya amb l'ajuda d'uns joves que cantaven i ballaven i les va obligar a anar a Sició, on, amb ritus màgics, les va purificar. Va guarir-les a totes, excepte Ifínoe, que va morir de cansament. Es va casar amb una de les filles de Pretos, (Lisipe o, segons altres, amb Ifianassa). Va ser el pare de Manti i Antífates.
A Egostena a la Megàrida hi havia un santuari i una estàtua seva i se celebrava un festival anyal en el seu honor.